# Murrevsveronika
Murrevsveronika (Veronica cymbalaria) är en grobladsväxtart som beskrevs av Pierre Henri Hippolyte Bodard. Enligt Catalogue of Life ingår Murrevsveronika i släktet veronikor och familjen grobladsväxter, men enligt Dyntaxa är tillhörigheten istället släktet veronikor och familjen grobladsväxter. Arten förekommer tillfälligt i Sverige, men reproducerar sig inte.

## Underarter
Arten delas in i följande underarter:
- V. c. cymbalaria
- V. c. glandulosa
- V. c. trichadena
- V. c. freyniana

## Bildgalleri

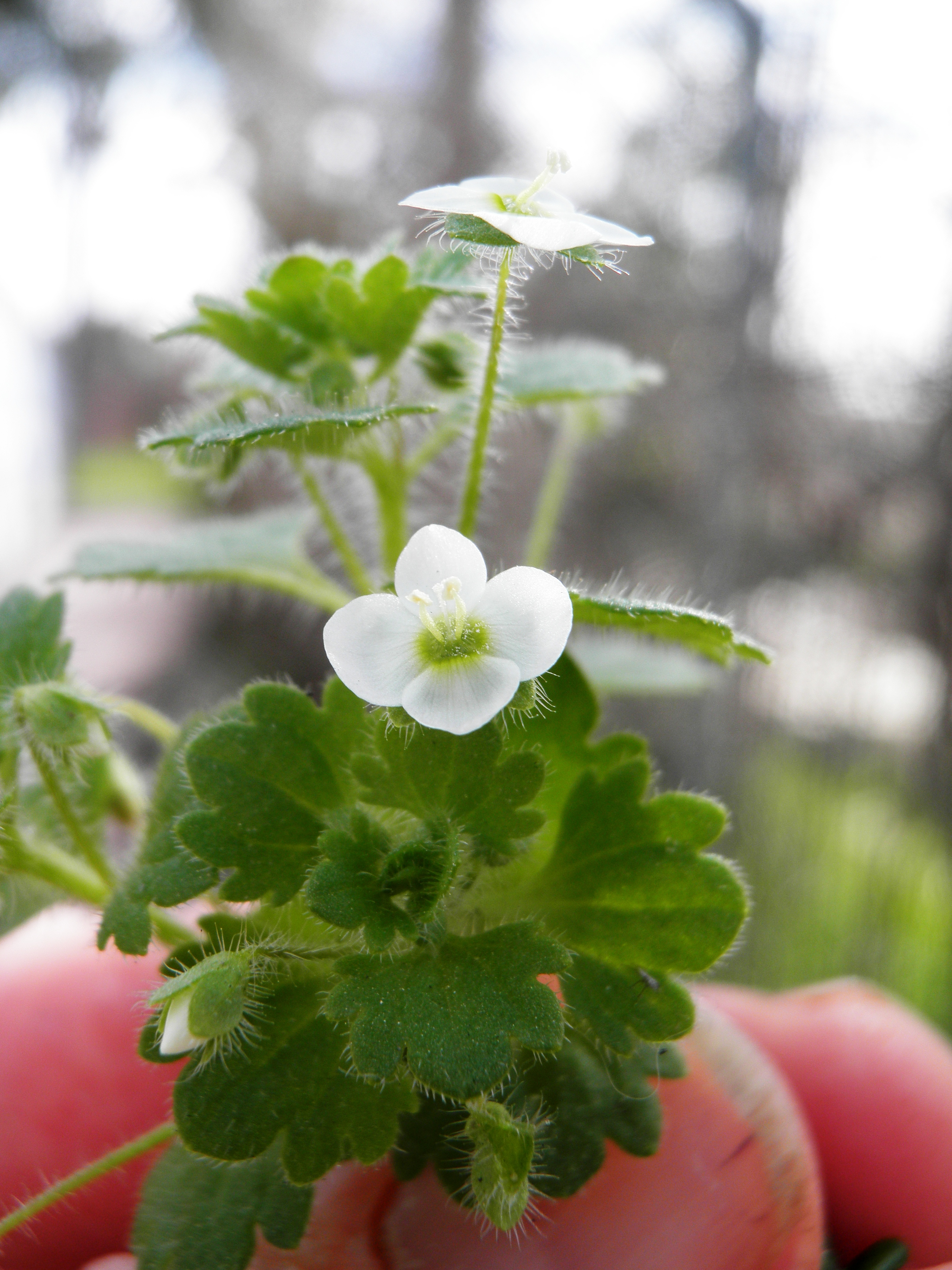
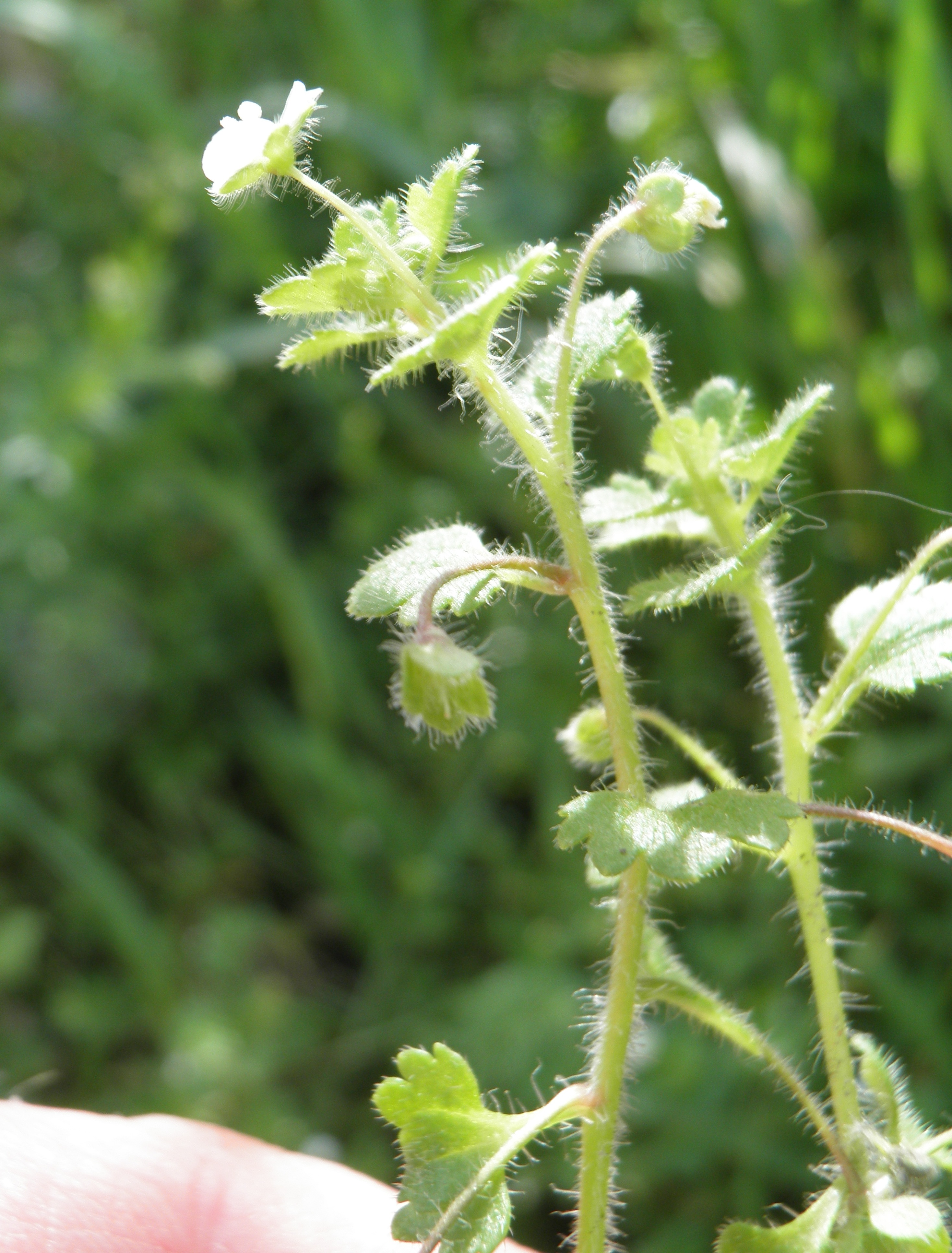
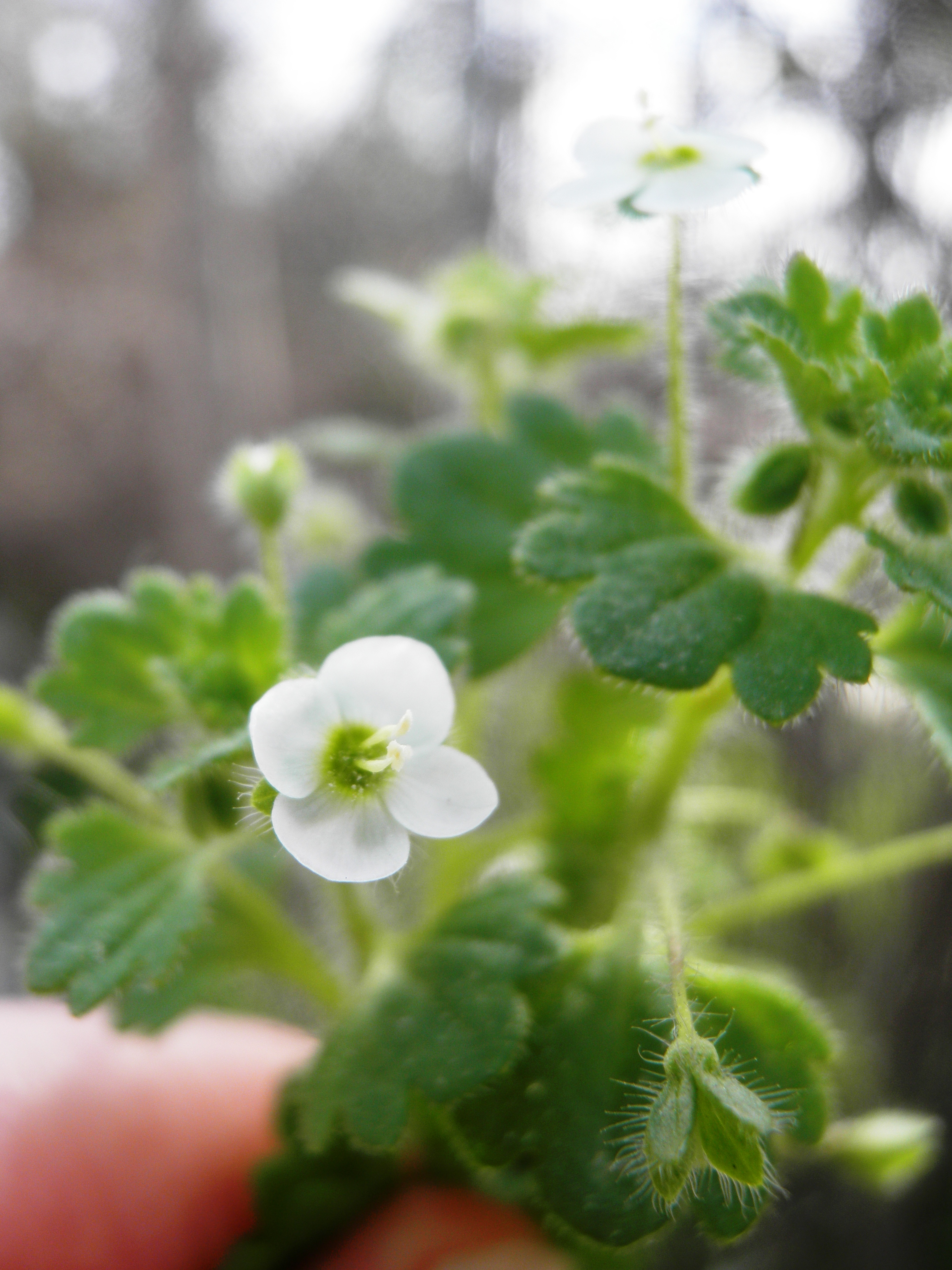
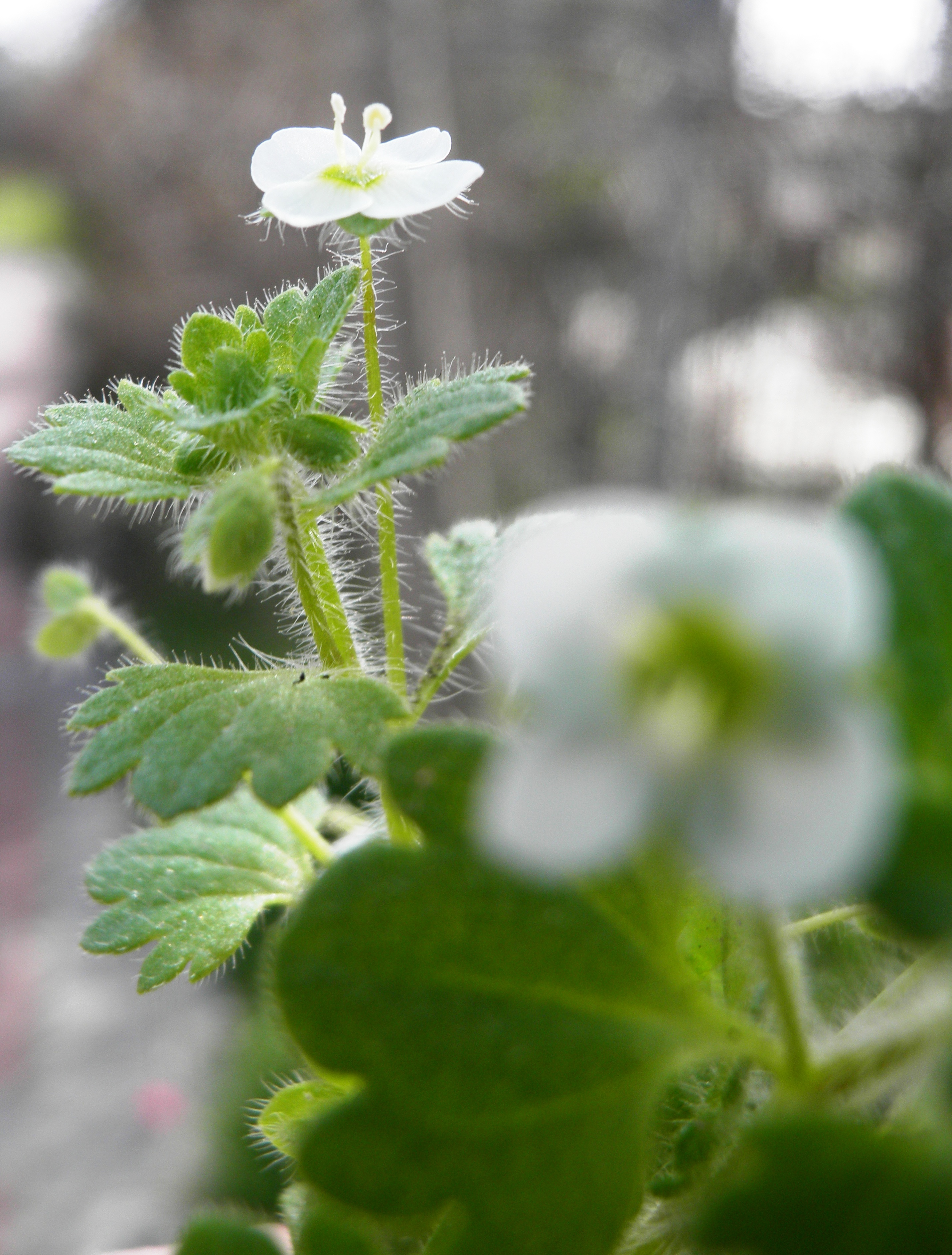